# Paul Kronacker
Paul Georges Baron Kronacker (* 5. November 1897 in Antwerpen, Provinz Antwerpen; † 3. Februar 1994 in Kapellen, Provinz Antwerpen) war ein belgischer Politiker der Liberalen Partei.

## Biografie
Nach dem Schulbesuch absolvierte er ein Studium der Chemie an der Université Libre de Bruxelles und war nach der Promotion in der Zuckerindustrie und als Manager in Unternehmen tätig.
Seine politische Laufbahn begann er als Kandidat der Liberalen 1939 mit der Wahl zum Senator für die Provinz Brabant. Dem Senat gehörte er bis 1946 an.
Im September 1944 wurde er von Premierminister Hubert Pierlot zum Minister ohne Geschäftsbereich in dessen Regierung berufen und hatte dieses Amt auch unter dessen Nachfolger Achille Van Acker bis August 1945 inne. Im August 1945 übernahm er dann im zweiten Kabinett Van Acker das Amt des Ministers für Importe und verblieb auch im nachfolgenden Kabinett von Camille Huysmans bis März 1947 im Amt.
Nach seinem Ausscheiden aus dem Senat wurde er 1946 zum Mitglied der Abgeordnetenkammer gewählt und vertrat in dieser bis 1968 die Interessen des Bezirks Löwen. Während dieser Zeit war er vom 11. November 1958 bis zum 17. April 1961 Präsident der Abgeordnetenkammer.
Am 5. April 1963 wurde ihm für seine Verdienste der Ehrentitel eines Staatsministers verliehen. Kronacker war Schwiegervater des liberalen Politikers Jacky Buchmann, der unter anderem von 1985 bis 1988 Minister für den Mittelstand war.

## Veröffentlichungen
- Souvenirs de paix et de guerre. Fayard, Paris 1973, OCLC 479728430.
- Souvenirs d'une mission. In: Le Flambeau. 1940–1947, S. 320–332.